# Medaglia per la campagna in Cina (Impero russo)
La medaglia per la campagna in Cina, (in russo Медаль «За поход в Китай»?, Medal' "Za pochod v Kitaj") è una decorazione dell'Impero russo commemorativa per la partecipazione della Russia alla repressione della rivolta dei Boxer in Cina.

## Istituzione
Fu istituita con il decreto n. 140 del 6 maggio 1901 (calendario giuliano) dallo zar Nicola II “[...] in ricordo delle imprese compiute dalle nostre truppe durante le campagne in Cina e delle fatiche sopportate [...] nel 1900 - 1901”, nei gradi di argento e bronzo, per premiare civili e militari che avevano partecipato alla repressione della ribellione.

## Conferimenti
La medaglia d'argento, destinata a chi era stato direttamente coinvolto nelle ostilità, fu conferita ai partecipanti alla difesa di Harbin e Blagoveščensk, alla cattura di Taku, Tientsin, Pechino e ad altri episodi di repressione della rivolta;
oltre al personale militare furono premiate le guardie ferroviarie della Ferrovia Orientale Cinese e della Ferrovia della Manciuria meridionale, nonché volontari, sacerdoti, personale medico e funzionari in servizio nelle unità militari, istituzioni mediche, ecc.
Quella di bronzo fu assegnata solo ai militari dell'esercito e della marina che, pur non avendo preso parte ai combattimenti contro i ribelli, avevano prestato servizio negli eserciti attivi in Cina o nelle aree sottoposte alla legge marziale.

## Insegne

### Medaglia
La medaglia è costituita da un disco in argento o bronzo del diametro di 28 mm con appiccagnolo circolare, e reca:
sul drittoin rilievo il monogramma imperiale dello zar Nicola II, composto da una grande lettera "Н" (corrispondente alla "N" nell'alfabeto latino) al centro, sormontata dalla corona imperiale di Russia, in basso il numero romano "ΙΙ";
sul rovescioal centro gli anni della campagna “1900-1901” in rilievo, lungo il bordo l'iscrizione circolare in russo ЗА ПОХОДЪ В КИТАЙ ?, "Per la campagna in Cina" e in basso un'ancora verticale, incrociata a un fucile con baionetta e una sciabola.

#### Varianti
La maggior parte delle medaglie fu prodotta dalla Zecca di San Pietroburgo che ne coniò 110.300 in argento e 106.000 bronzo,
ma era consentita la produzione anche a privati le cui medaglie possono differire nei dettagli dell'immagine e nel metallo che può essere argento (con i punzoni obbligatori del produttore e della purezza del metallo), varie leghe di bronzo o altri metalli.

### Nastro
La medaglia doveva essere indossata sul petto, appesa a una barretta o a un nastro con i colori dell'Ordine di Sant'Andrea (celeste) e dell'Ordine di San Vladimiro (rosso con fasce nere ai lati).
Nel 1911 i soldati e gli ufficiali feriti in combattimento furono autorizzati a legare in un fiocco il nastro.